# Taparko
Taparko est une localité située dans le département de Yalgo de la province du Namentenga dans la région Centre-Nord au Burkina Faso. 

## Géographie
Taparko est située à environ 12 km au sud-ouest du centre de Yalgo, le chef-lieu du département. La commune est à la jonction de la route nationale 3 et de l'extrêmité de la route nationale 18 allant de Taparko vers Manni puis Bogandé et Fada N'Gourma.

## Économie
L'économie de Taparko, historiquement agro-pastorale, a été profondément changée avec l'ouverture en 2008 de la mine d'or à ciel ouvert exploitée par la compagnie russe Nordgold,, – avec toutefois des retombées insuffisantes sur la population villageoise, notamment en matière d'emplois – mais dont la production tend vers la fin depuis 2019.

## Éducation et santé
Taparko accueille un centre de santé et de promotion sociale (CSPS) tandis que le centre médical (CM) est à Tougouri et que le centre médical avec antenne chirurgicale (CMA) de la province se trouve à Boulsa.